# Manoba atripunctata
Manoba atripunctata är en fjärilsart som beskrevs av George Francis Hampson 1909. Manoba atripunctata ingår i släktet Manoba och familjen trågspinnare. Inga underarter finns listade i Catalogue of Life.